# Paquet de maternité

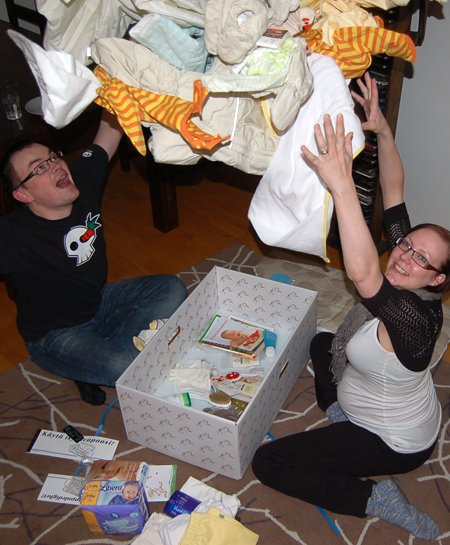
Un couple finlandais ouvrant son paquet de maternité.

Le paquet de maternité ou ensemble de maternité (en finnois : Äitiyspakkaus), surnommé « baby box », est une boîte en carton dotée de produits de puériculture indispensables pour l'arrivée d'un enfant. Le paquet de maternité comprend des vêtements pour enfants et d'autres articles nécessaires, comme une serviette, de la literie, des couvertures, des sacs de couchage et des produits pour l'allaitement. Le paquet est remis par l'agence finlandaise de sécurité sociale Kela à tous les futurs parents du pays ou à ceux qui sont couverts par le système de sécurité sociale finlandais. Ils ont le choix entre percevoir le paquet de maternité ou une allocation de 140 €. L'unique condition d'octroi est que la grossesse ait duré au moins 154 jours, soit environ 5 mois.
L'ancêtre du paquet de maternité était un panier distribué par la Ligue de Mannerheim pour le bien-être des enfants (fi), qui était donné aux mères pauvres. L'allocation de maternité a été mise à la disposition des pauvres en 1937 et pour toutes les mères à partir de 1949. Selon le modèle finlandais, des expériences de maternité ont été menées dans plus de 30 pays. Cette expérience a été reprise en Écosse, en 2017, pour tous les nouveau-nés.

## Composition
Ce paquet contient environ 50 produits de soins et de puériculture. Ce paquet ne peut être commercialisé par l'entreprise Kela. Il contient des vêtements pour le nourrisson, comme une veste d'extérieur avec une fermeture éclair, un sac de couchage, des grenouillères, bonnets, cagoules, barboteuses, pantalons, des bodys, collants et chaussettes, des moufles, et d'autres articles nécessaires, tels que des couches-culotte, du linge pour le lit (draps, couette, housse d'oreiller), des bavoirs, serviettes, un thermomètre, un premier livre et une peluche  mais il ne contient pas de lait pour inciter à l'allaitement. La boîte en carton peut servir de berceau pour les six premiers mois de l'enfant.

## Histoire
Crée en 1938 par le gouvernement finlandais pour les parents à faible revenu, il est devenu, en 1949, une véritable institution car le gouvernement a choisi de distribuer le paquet à tous les jeunes parents accueillant un nouveau-né. Ce projet a permis de réduire en Finlande la mortalité infantile. Lorsque le gouvernement finlandais a étendu le programme des baby box en 1949, le taux de mortalité infantile a chuté de 65 à 2,52 bébés pour 1000 naissances. 
Ce programme est maintenant considéré comme une partie de la culture finlandaise.

## Source de la traduction
- (en) Cet article est partiellement ou en totalité issu de l’article de Wikipédia en anglais intitulé « Maternity package » (voir la liste des auteurs).